# Jan-Erik Lundeberg
Jan-Erik Lundeberg, född 12 september 1930 i Stockholm, död 16 april 2013 i Lidingö, var en svensk arkitekt.
Lundeberg, som var son till civilingenjör Erik Lundeberg och Vera Peyron, utexaminerades från Kungliga Tekniska högskolan 1956. Han anställdes hos arkitekterna Frederik Bjurström, Jon John och Nils Inge Rosén i Stockholm samma år och verkade vid Institutet för sjukhusplanering (IFS) från bildandet 1965. I mitten av 1970-talet tjänstgjorde han vid Världsbankens huvudkontor i Washington, D.C. Han avlade reservofficersexamen 1952 och blev löjtnant i Södermanlands regementes reserv 1958.
Jan-Erik Lundeberg var son till Erik Lundeberg. Han var sedan 1953 gift med arkitekt Vivi Ann Lundeberg. Paret är gravsatta i minneslunden på Lidingö kyrkogård.